# Musée de la Bière
 (novembre 2016).
Le musée de la Bière labellisé « Musée de France » et inscrit au titre des Monuments historiques est situé au sein de la ville de Stenay (Département de la Meuse - Région Grand Est). Musée mono-thématique géré par le Département de la Meuse, il retrace l’histoire des techniques, des traditions et des arts brassicoles, des origines mésopotamiennes à nos jours.

## Histoire

### Histoire du bâtiment
Inscrit monument historique par un arrêté du 24 février 1986, l’édifice, qui accueille aujourd’hui le Musée est l’un des plus anciens de la ville de Stenay. Son histoire remonte au XVIIe siècle, moment où la ville est transformée en une citadelle militaire. À cette époque, probablement entre 1609 et 1615, les remparts du château comtal des comtes de Bar datant du XIIe siècle sont remplacés par des fortifications modernes « type Vauban ». L’édifice est construit au sein de la nouvelle forteresse afin de protéger les denrées alimentaires des attaques et est désigné dans les archives sous le nom de « magasin-aux-vivres ».
Après la Révolution Française, le bâtiment est racheté pour devenir en 1879 une malterie fournissant les brasseries de la Meuse, des Ardennes et de la Meurthe-et-Moselle. La malterie fonctionne jusqu’au début de la Première Guerre mondiale.
À partir de 1914, date à laquelle les Allemands occupent la malterie et dissipent son contenu, le monument connait une longue période d’abandon entrecoupée d’usages disparates : d’abord champignonnière, puis fabrique d’aggloméré, le bâtiment devient en 1939 un dépôt de charbon. Pendant la Seconde Guerre mondiale (1939-1945), la malterie sert de caserne aux militaires français, de magasin-aux-vivres aux Allemands et de prison allemande aux Américains.

### La création du musée de la bière
Le Musée européen de la bière ouvre ses portes le 26 avril 1986 grâce à l’association culturelle stenaysienne appelée  « Groupement archéologique ». Fondée en 1972, l’association a pour mission première d’étudier les vestiges archéologiques du territoire du nord meusien. Dès 1975, ses activités se tournent principalement vers l’étude du patrimoine brassicole et les bénévoles collectent en dix ans plus de 48 000 pièces et lots d’objets relatifs aux activités et à la mémoire ouvrière brassicoles. Ce n’est qu’en 1984 que la ville de Stenay se rend acquéreur de l’ancienne malterie pour y installer le futur musée. Dès 1987, une convention est signée entre le Département de la Meuse et l’association du Groupement archéologique afin que le Musée de la bière intègre le réseau des musées de la Meuse, dite Conservation départementale. Le rôle du département s’affirme quand en 2004 les élus délèguent à la Conservation Départementale des études de rénovation du musée alors en proie à des difficultés financières. La départementalisation du musée qui intervient officiellement en 2008 permet à la structure de se professionnaliser et à la muséographie d’être entièrement rénovée.

### Le jardin de la bière
Construit en 2003, dans le cadre d’un projet de mise en valeur des abords du bâtiment mené par la municipalité de Stenay, le « jardin de la bière » est pensé autour des plantes nécessaires à la fabrication de cette boisson. Il se place ainsi dans la continuité des collections du musée.

## Collections

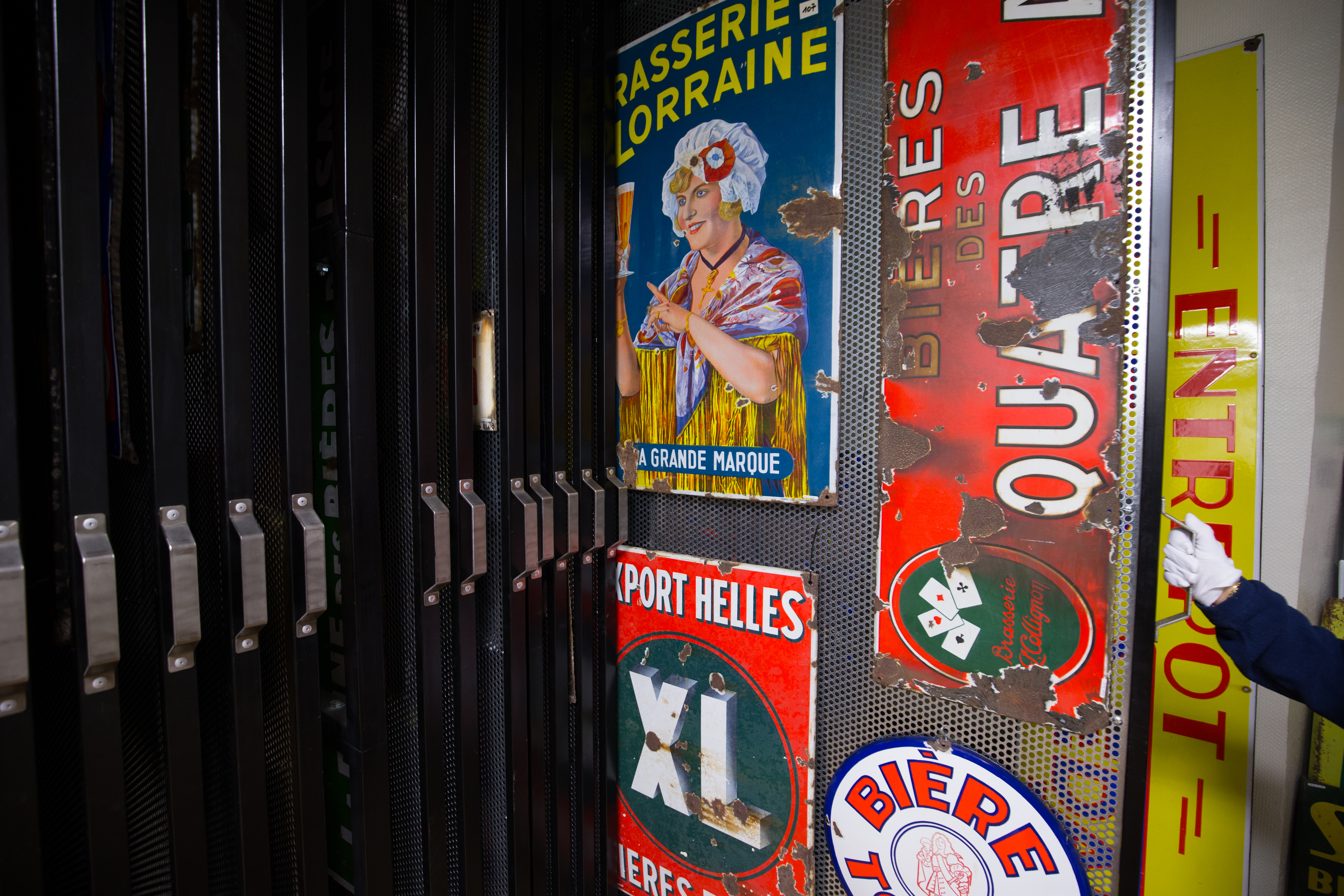

Élaborées par différentes collectes des membres du Groupement Archéologique de Stenay et, enrichies par les acquisitions du Département de la Meuse, les collections du musée de la bière rassemblent aujourd’hui plus de 55 000 objets et lots traitant l’ensemble des thématiques brassicoles. Peu anciennes, les pièces présentent une gamme de matériaux restreinte autour des métaux, du bois, de la pierre, du papier, du verre et plus rarement du cuir ou du tissu. En termes de conservation, les collections du musée ne présentent à première vue, aucun gros problème. Cependant, beaucoup d’instruments et de machines ont été récupérés après leur abandon. Ces circonstances ont parfois fragilisé les matériaux et, ajoutés à leur volume, ces facteurs peuvent rendre difficile leur conservation. Certaines pièces de l’ancien Musée de Pays de Stenay racontant l’histoire de la ville et sa campagne ont été rattachées à cet ensemble départementalisé depuis 2008.

### Œuvres majeures

#### Alfons Mucha, Bières de la Meuse, affiche lithographique, 1897
Dessinée par l’artiste tchèque Alfons Mucha en 1897, cette affiche lithographique en couleur est représentative de l’Art Nouveau qui s’empara de la ville de Paris dans les années 1890 et du style « Chéret » instauré par Jules Chéret, peintre et lithographe français. À travers la représentation d’une femme séduisante proche de la divinité gréco-romaine Cérès, Mucha fait la promotion des bières de la Meuse, une brasserie française installée à Bar-le-Duc. Cette affiche devient rapidement un véritable phénomène publicitaire. Comme en  état d’apesanteur, cette figure rêveuse aux épaules dénudées et à la taille fortement marquée dévoile ses charmes dans les extrêmes limites du publiquement acceptable pour les mœurs de la Belle Époque. Entre 1880 et 1914, la femme devient le personnage central de la plupart des affiches publicitaires et plus particulièrement de la publicité brassicole. En érotisant et hyper sexualisant cette figure, Mucha a su figer tout un ensemble de fantasmes conformes aux appétences de la gent masculine. La femme incarne un objet de désir, qui se transmet à l’objet à vendre.

#### Georges Janin, Vitrail de Saint-Arnould, 1926

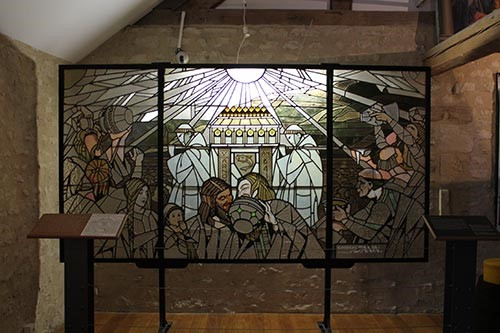
Vitrail de Saint-Arnould.

Réalisé en 1926 dans l’atelier nancéien Janin-Benoit de la main du maître-verrier Georges Janin (1884-1955), ce vitrail décorait initialement le Palais de la Bière de Nancy, un dancing datant du début du XXe siècle. Dans une esthétique Art Déco, ce vitrail relate le miracle de saint Arnould (582-641), un évêque de Metz devenu saint patron des brasseurs après avoir sauvé de la soif le cortège qui rapatriait ses cendres, en lui donnant de la bière à foison.

#### Cuves de brassage, brasserie Clavy-Warby, Ardennes,XXesiècle
Acquis par le Groupement Archéologique en 1984, cet ensemble de cuves de brassage se trouvait à l’origine au sein des murs de la brasserie Clavy-Warby, une brasserie ardennaise du XXe siècle. Achetées par la brasserie entre 1945 et 1950, grâce aux paiements des dommages de guerre, ces cuves n’ont jamais servi. La mort prématurée de leur propriétaire empêcha leur mise en service. L’utilisation de ce type de cuves en cuivre martelées est attestée dès la fin du XIXe siècle. Le cuivre, excellent conducteur de chaleur et  ne s’altérant pas au contact de l’eau (contrairement au fer) est un  matériau propice à la fabrication de la bière.

## Gestion et politiques culturelles

### Programmation

#### Public adulte
Pour les visiteurs individuels, le musée offre, outre ses collections permanentes, en partenariat avec la taverne du Musée et divers organismes, un panel de manifestations telles que des concerts, des conférences, et des expositions temporaires.
Pour les groupes d’adultes, le musée de la bière propose de nombreuses activités : dégustations commentées de trois bières, repas à thème, visites guidées des collections permanentes ou visites guidées thématiques.

##### Jeune public et groupes scolaires
L’équipe éducative du musée de la bière a conçu un parcours destiné aux enfants. Malto et Lupuline, les deux mascottes du musée, leur offrent la possibilité d’apprendre en s’amusant dans l’univers de la bière. Lors des vacances scolaires, le musée propose aux enfants accompagnés de leurs parents des ateliers de découverte baptisés « Mardis de Lupuline ».
Pour les groupes scolaires, le musée de la bière propose des ateliers pédagogiques adaptés à tous les âges, de la maternelle au secondaire, en lien avec les collections permanentes ou avec les expositions temporaires.

### Expositions temporaires depuis 1998
- Bière et tabac, 1998
- Vézelise et les Brasseries de la Meuse, 2005
- Les girouettes, 2008
- Hommage à Charles Cournault, 2009
- Jeanne d'Arc, 2010
- Les vitraux patriotiques, 2011
- Le trésor de Pouilly-sur-Meuse, 2012
- Les arts de la table à la Renaissance, 2013
- Valdart, 2014
- Les jeux et jouets de la grande guerre, 2015
- L'ivresse de la bataille : la consommation d'alcool sur le front 14-18, 2016